# Xã Center Creek, Quận Martin, Minnesota
Xã Center Creek (tiếng Anh: Center Creek Township) là một xã thuộc quận Martin, tiểu bang Minnesota, Hoa Kỳ. Năm 2010, dân số của xã này là 217 người.